# Provinciale weg 282
De provinciale weg 282 (N282) is een provinciale weg in de provincie Noord-Brabant. De weg vormt een verbinding tussen de A27 ten oosten van Breda en Tilburg. Tussen Hulten en Tilburg sluit de weg aan op de N260, waarna deze als gemeentelijke weg verdergaat richting Tilburg.
De weg is uitgevoerd als tweestrooks-gebiedsontsluitingsweg met een maximumsnelheid van 80 km/h. In de gemeente Breda heet de weg Tilburgseweg. In de gemeentes Oosterhout en Gilze en Rijen heet de weg Rijksweg.

## Geschiedenis
Oorspronkelijk was de huidige N282 een rijksweg. Vanaf het Rijkswegenplan 1932 was de weg genummerd als rijksweg 63. Welke gepland was als zijweg van rijksweg 64 van Best via Tilburg naar Breda. Deze weg zou tot het rijkswegenplan van 1958 behouden blijven als planweg.
Het rijkswegenplan van 1968 voorzag in de aanleg van de huidige A58. De voormalige rijksweg 63 werd van het plan afgevoerd, ten gunste van rijksweg 58, welke een zuidelijker gelegen tracé zou volgen. Dit tracé werd in december 1971 geopend, waardoor de oude rijksweg tussen Breda en Tilburg haar doorgaande functie verloor. Het aantal rijstroken werd daarop van drie naar twee teruggebracht.
Halverweg de jaren 80 werd de weg overgedragen aan de provincie Noord-Brabant. Na de invoering van de Wet herverdeling wegenbeheer in 1993 werd de weg bewegwijzerd als N282.

## Toekomst
De provincie Noord-Brabant gaat met de gemeenten Gilze en Rijen de N282 en de Burgemeester Ballingsweg (N260A) ter hoogte van Rijen en Hulten verbreden naar 2x2 rijstroken voor een betere doorstroming. De verkeerslichten bij Hulten worden vervangen met intelligente verkeerslichten.
N62 · N69 · N251 · N252 · N253 · N254 · N255 · N256/A256 · N257 · N258 · N260 · N261 · N262 · N263 · N264 · N266 · N267 · N268 · N269 · N270/A270 · N271 · N272 · N273 · N274 · N275 · N276 · N277 · N278 · N279 · N280 · N281 · N282 · N283 · N284 · N285 · N286 · N287 · N288 · N289 · N290 · N291 · N292 · N293 · N294 · N295 · N296 · N296n · N297 · N298 · N300 · N321 · N322 · N324 · N329 · N389 · N394 · N395 · N396 · N397

N556 · N562 · N564 · N570 · N572 · N590 · N595 · N598 · N601 · N602 · N605 · N607 · N612 · N613 · N615 · N616 · N617 · N618 · N620 · N622 · N625 · N629 · N631 · N632 · N637 · N638 · N639 · N640 · N641 · N651 · N652 · N653 · N654 · N655 · N656 · N658 · N659 · N660 · N661 · N662 · N663 · N664 · N665 · N666 · N667 · N668 · N669 · N670 · N671 · N673 · N674 · N675 · N676 · N682 · N683 · N686 · N689 · N690 · N831 · N843

Voormalige provinciale wegen: N299 · N551 · N552 · N553 · N554 · N555 · N560 · N561 · N563 · N565 · N566 · N567 · N568 · N571 · N574 · N580 · N581 · N582 · N583 · N584 · N585 · N586 · N587 · N588 · N589 · N591 · N592 · N593 · N594 · N596 · N597 · N603 · N604 · N606 · N608 · N610 · N611 · N614 · N619 · N621 · N623 · N624 · N626 · N628 · N630 · N634 · N642 · N657